# Agenda Setting
Agenda Setting (englisch) bzw. Agendasetzung bezeichnet das Setzen konkreter Themenschwerpunkte. In der Politikwissenschaft wird Agenda Setting insbesondere als ein Teil des in den 1950er Jahren entworfenen Politikzyklus wahrgenommen.
In der Publizistik- und Kommunikationswissenschaft beschäftigt sich die Empirische Kommunikationsforschung bzw. die Medienwirkungsforschung im Agenda Setting Approach („Thematisierungs-Ansatz“, Thematisierungstheorie) mit der Thematisierungsfunktion und der Strukturierungsfunktion der Massenmedien. Dieser Ansatz bildet auch die Grundlage für die Theorie der Schweigespirale. Eine Erweiterung des Ansatzes bildet die Agenda-Building-Theorie von Lang & Lang aus dem Jahr 1981.

## Entstehung des Ansatzes in der Publizistik
Die Grundlage der Theorie des Agenda Settings bildet die These von Bernard C. Cohen (1963), die Medien hätten zwar keinen großen Einfluss auf das, was das Publikum zu einzelnen Themen denkt, aber einen erheblichen Einfluss darauf, worüber es sich überhaupt Gedanken macht. Die Kommunikationswissenschaftler McCombs und Shaw haben diese These im Rahmen einer Untersuchung, der sogenannten Chapel-Hill-Studie, im Vorfeld des US-amerikanischen Präsidentschaftswahlkampfes im Jahr 1968 empirisch belegt und 1972 in einem Aufsatz in der Public Opinion Quarterly veröffentlicht, wobei sie als Erste den Begriff des Agenda Settings einführten. Unter einem Thema werden hier kontroverse Fragen und Probleme der Gesellschaft verstanden.
Mittels Inhaltsanalysen verglichen McCombs und Shaw in ihrem Aufsatz Agenda-Setting-Function of Mass Media 1972 die Rangordnung der Themen in den Medien mit der Themenrangordnung auf der Publikumsagenda, die sie in Befragungen ermittelten. Das Ergebnis: Zwischen Medienagenda und Publikumsagenda bestand eine hohe positive Korrelation (über 90 Prozent).
Allerdings wies diese erste Studie zum Agenda Setting verschiedene methodische Mängel auf: Die Stichprobe war klein, die Mediennutzung wurde nicht erhoben, es wurden nur aggregierte Daten ausgewertet. Besonders wurde kritisiert, dass die Forscher ihre Untersuchung als Querschnittstudie angelegt hatten, obwohl die Wechselwirkungen zwischen Publikums- und Medienagenda nur in Längsschnittstudien erkennbar sind.

## Modelle der Agenda-Setting-Forschung
In der Agenda-Setting-Forschung existieren drei Modelle:
Aufmerksamkeitsmodell (engl. awareness model)
der Rezipient wird über Medien auf Themen aufmerksam, die besonders betont werden.
Die Medien haben in diesem Modell eine Thematisierungsfunktion.
Hervorhebungsmodell (engl. salience model)
die Wichtigkeit, die der Rezipient einem Thema zubilligt, wird durch unterschiedliche Gewichtung und Hervorhebung der Themen durch Medien beeinflusst.
Die Medien haben in diesem Modell eine Gewichtungsfunktion (Salience bezieht sich vor allem auf ein einzelnes Thema im Gegensatz zum priorities model, in welchem die Gesamtstruktur der Agenda, die Themenrangfolge als Ganzes Gegenstand des Modells ist).
Themenselektionsmodell (engl. priorities model)
die Themenrangfolge der Medien wird 1:1 vom Rezipienten übernommen.
Die Medien haben in diesem Modell eine Strukturierungsfunktion.
Wie wirksam der Agenda-Setting-Effekt ist, hängt von der Aufdringlichkeit (obtrusiveness) des Themas ab: Bei direkt erfahrbaren Themen (Wetter o. ä.) ist der Effekt geringer als bei Themen, die aus erster Hand kaum erlebt werden können (Kriege im Ausland o. ä.). Unterschiede erwachsen außerdem aus der Art des Mediums: Fernseh-Berichterstattung hat einen eher kurzfristigen Scheinwerfer-Effekt, während Berichterstattung der Printmedien zu langfristigem Agenda-Setting führt.

## Wirkungsverlauf des Agenda-Setting-Prozesses
Für den Wirkungsverlauf des Agenda-Setting-Prozesses existieren sechs Modelle:
Kumulationsmodell
Eine Intensivierung der Berichterstattung führt direkt zu einer höheren Platzierung des Themas auf der Publikumsagenda.
Schwellenmodell
Damit ein Thema auf die Publikumsagenda gelangt, ist ein Mindestmaß an Berichterstattung nötig.
Beschleunigungsmodell
Die Bevölkerung reagiert überdurchschnittlich schnell und intensiv auf die Medienthematisierung.
Trägheitsmodell
Wenn ein Thema eine gewisse Wichtigkeit auf der Publikumsagenda erreicht hat, sind Steigerungen auch durch intensivere Berichterstattung kaum zu erreichen.
Echomodell
Ein Thema bleibt länger auf der Publikumsagenda als auf der Medienagenda.
Spiegelung

Die Publikumsagenda bestimmt die Medienagenda (Kontrapunkt zum Agenda-Setting-Ansatz, vgl. unten).
Anhänger der Agenda-Setting-Theorie gehen von starken Medien aus: Die Medien kontrollieren, mit welchen Themen sich die Menschen beschäftigen (Kontrollhypothese). Sprich das Publikum übernimmt die Medienagenda. Genau entgegengesetzt argumentieren die Vertreter der Spiegelungshypothese: Ihnen zufolge spiegeln die Medieninhalte lediglich das gesellschaftliche Meinungs- und Themenbild wider, die Medienagenda entsteht also aus der Publikumsagenda.

## Weiterentwicklung des Agenda-Setting-Ansatzes und Kritik
Die Weiterentwicklung der Theorie berücksichtigt vier intervenierende Variablen im Agenda-Setting-Prozess:
Inhaltswirkungen
Die Wirkungsintensität ist abhängig von der Sensibilisierung des Nutzers für ein Thema: Persönliche Betroffenheit unterstützt den Agenda-Setting-Prozess.
Nutzungswirkungen
Neue Themen wirken besonders stark bei sensibilisierten Nutzern. Bereits eingeführte Themen wirken eher bei wenig sensibilisierten Nutzern.
Bindungswirkungen
Media-Dependenz (Nutzung nur eines einzigen Mediums) erhöht den Agenda-Setting-Effekt.
Kontextwirkungen
Der Einfluss der Umwelt auf die Publikumsagenda ist immer stärker als der Einfluss der Medien.
Ray Funkhousers Studie Issues of the 60s ergänzt das Forschungsdesign für Agenda-Setting-Studien um die Kontrollgröße Realität. Diese geht über statistische Daten o. ä. in die Untersuchung ein. Seine Untersuchung stützt im Wesentlichen die Studie von McCombs und Shaw, bezüglich der Korrelation von Medienagenda und Publikumsagenda. Außerdem konnte Funkhouser nachweisen, dass die Medien nicht die tatsächlichen Probleme der Wirklichkeit widerspiegeln. „Die Nachrichtenmedien vermittelten kein zutreffendes Bild von dem, was in der Gesellschaft während der 60er Jahre passierte“. Die Berichterstattung lief entweder der Entwicklung voraus oder ließ keinen Zusammenhang mit ihr erkennen. Funkhouser wies demnach eine starke Diskrepanz zwischen Medien- & Publikumsagenda und der tatsächlichen Realitätsentwicklung nach.
Second-Level-Agenda-Setting – Framing und Priming
Ursprünglich beschäftigte sich der Agenda-Setting-Ansatz vorwiegend mit der Vermittlung von Themenwichtigkeit durch die Medien. Mittlerweile ist jedoch auch die Wirkung auf Einstellungen und Verhalten des Publikums in das Konzept integriert worden. Dies wird unter dem Begriff „Second-Level-Agenda-Setting“ zusammengefasst. Beim Second-Level-Agenda-Setting geht es nicht mehr um die Themensetzung der Medien an sich, sondern um das Potenzial der Medien in Hinblick auf Themenattribute. Dieses entsteht zum einen durch Framing. Darunter versteht man „the selection of restricted number of thematically related attributes for inclusion on the media agenda when a particular object is discussed“ Medien lenken also durch Selektion, Hervorhebung und Auslassung die Aufmerksamkeit auf bestimmte Themen und Gegenstände und geben den Informationen einen Rahmen (Frame). So wird die Einordnung einer Information für den Rezipienten erleichtert. Durch Framing werden bestimmte Aspekte betont, während andere in den Hintergrund treten. So werden auch bestimmte Bewertungen eines Themas nahegelegt: „To frame is to select some aspects of a perceived reality and make them more salient in a communicating text, in such a way to promote a particular problem definition, causal interpretation, moral evaluation and/or treatment recommendation.“
Ein weiteres Konzept, das unter dem Stichwort „Second-Level-Agenda-Setting“ verortet wird, ist Priming. Das Konzept beschreibt, dass Medieninhalte früher aufgenommene Informationen zu einem vermittelten Thema im Gedächtnis des Publikums wieder an die erste Stelle rücken.
Methodische Kritik
Ein oben bereits in Zusammenhang mit der Studie von McCombs und Shaw angesprochener Kritikpunkt betrifft das Forschungsdesign von Agenda-Setting-Studien. Querschnittanalysen sind ungeeignet nachzuweisen, dass die Medienagenda die Publikumsagenda beeinflusst. Schließlich wird die jeweilige Agenda nur zu einem Zeitpunkt gemessen. Deswegen kann nicht ausgeschlossen werden, dass die Publikumsagenda von anderen Faktoren beeinflusst wurde oder gar die umgekehrte Beeinflussung stattgefunden hat: Es wäre auch denkbar, dass das Publikum die Agenda der Medien beeinflusst. Methodisch bieten sich deshalb zeitversetzte Kreuzkorrelationen (Cross-Lagged Correlations) an. Hier wird der Zusammenhang zwischen der Medienagenda zum Zeitpunkt der ersten Messung (t1) und der Publikumsagenda zum Zeitpunkt der zweiten Messung (t2) berechnet sowie die Beziehung zwischen der Publikumsagenda zum Zeitpunkt t1 und der Medienagenda zum Zeitpunkt t2. Wenn der Korrelationskoeffizient für den ersten Zusammenhang größer ist als für letzteren, kann die Agenda-Setting-Hypothese als bestätigt angesehen werden.
Kritiker der Theorie bemängeln vor allem die vermittelte Allmacht der Medien und die Vernachlässigung soziologischer Thematisierungsprozesse (Gruppenverhalten etc.). Mittlerweile gibt es jedoch auch Studien, die untersuchen, inwiefern das Publikum auch die Medien beeinflusst und diesen bestimmte Themen vorgibt. In Studien von Brosius und Kepplinger (1990) und Brosius und Weimann (1995) konnte auch diese Richtung der Beeinflussung nachgewiesen werden. Auch Studien, die die Rolle der interpersonalen Kommunikation in Agenda-Setting-Prozessen untersuchen, liegen mittlerweile vor.

## Agenda Setting im Wahlkampf
Auch in der Politikwissenschaft kommt der Begriff des Agenda Setting insbesondere zur Erklärung der Schwerpunktsetzung bestimmter Themen von politischen Parteien zur Anwendung. Bekannte Modelle sind das Mülleimer-Modell und der Multiple-Streams-Ansatz. Darüber hinaus bezeichnet das Schlagwort des Agenda Surfing das Aufgreifen eines ungeplanten Ereignisses (z. B. die Elbe-Flut 2002) zum eigenen Nutzen und der politischen Profilierung. Im Gegensatz dazu wird der Versuch, ein bestimmtes Ereignis von der politischen Tagesordnung zu verdrängen (etwa durch das Setzen völlig anderer Schwerpunkte) mit dem Begriff des Agenda Cutting umschrieben.